# District de Hazaribagh
Le district de Hazaribagh est un district de l'état du Jharkhand, en Inde,

## Géographie
Au recensement de 2011, sa population compte 1 734 005 habitants.
Son chef-lieu est la ville de Hazaribagh. 